# Гаджіабад (Зарандіє)
Гаджіабад (перс. حاجي اباد) — село в Ірані, у дегестані Гакімабад, у Центральному бахші, шахрестані Зарандіє остану Марказі. За даними перепису 2006 року, його населення становило 31 особу, що проживали у складі 9 сімей.

## Клімат
Середня річна температура становить 16,22 °C, середня максимальна – 35,08 °C, а середня мінімальна – -6,36 °C. Середня річна кількість опадів – 235 мм.
| Клімат поселення                              | Клімат поселення | Клімат поселення | Клімат поселення | Клімат поселення | Клімат поселення | Клімат поселення | Клімат поселення | Клімат поселення | Клімат поселення | Клімат поселення | Клімат поселення | Клімат поселення | Клімат поселення |
| Показник                                      | Січ.             | Лют.             | Бер.             | Квіт.            | Трав.            | Черв.            | Лип.             | Серп.            | Вер.             | Жовт.            | Лист.            | Груд.            |                  |
| Середній максимум, °C                         | 10,76            | 13,48            | 18,04            | 24,76            | 29,74            | 34,53            | 35,08            | 34,31            | 30,22            | 23,70            | 17,16            | 10,70            |                  |
| Середня температура, °C                       | 2,20             | 4,92             | 9,48             | 16,19            | 21,18            | 25,97            | 29,01            | 28,24            | 24,14            | 17,64            | 11,10            | 4,64             |                  |
| Середній мінімум, °C                          | −6,36            | −3,64            | 0,91             | 7,63             | 12,61            | 17,42            | 22,94            | 22,16            | 18,07            | 11,55            | 5,02             | −1,44            |                  |
| Норма опадів, мм                              | 34               | 33               | 43               | 29               | 21               | 4                | 1                | 1                | 1                | 13               | 22               | 33               |                  |
| Середньомісячна швидкість вітру, м/с          | 1.47             | 2.10             | 2.72             | 3.10             | 2.92             | 2.81             | 2.93             | 2.79             | 2.31             | 2.18             | 1.89             | 1.52             |                  |
| Середньомісячна сонячна радіація, кДж/м²·день | 9321             | 12067            | 14544            | 18111            | 22086            | 26075            | 25824            | 23491            | 19987            | 14743            | 10919            | 8862             |                  |
| --------------------------------------------- | ---------------- | ---------------- | ---------------- | ---------------- | ---------------- | ---------------- | ---------------- | ---------------- | ---------------- | ---------------- | ---------------- | ---------------- | ---------------- |
| Джерело:                                      |                  |                  |                  |                  |                  |                  |                  |                  |                  |                  |                  |                  |                  |